# Epitrachelion

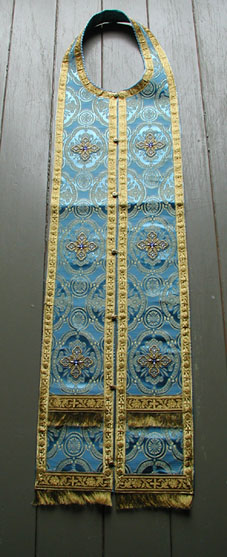
Epitrachelion.

El epitrachelion (del griego επίτράχηλου que significa "alrededor del cuello") es la estola usada por los sacerdotes y los obispos de la Iglesia ortodoxa y las Iglesias orientales católicas como símbolo propio e inherente de su sacerdocio.
Esta vestidura litúrgica consiste en una larga banda de lino o seda que se usa alrededor del cuello del obispo y el sacerdote y cuyas extremidades caen por delante casi hasta los pies. Tiene los dos lados adyacentes cosidos o abotonados juntos, dejando bastante espacio a través de los cuales para poner la cabeza.
Se hace del brocado con siete bordados generalmente cruces, uno en la parte de la nuca y tres abajo cada lado. La estola termina en unas franjas orladas, símbolo de las almas sobre las que el sacerdote tiene responsabilidad.

## Uso

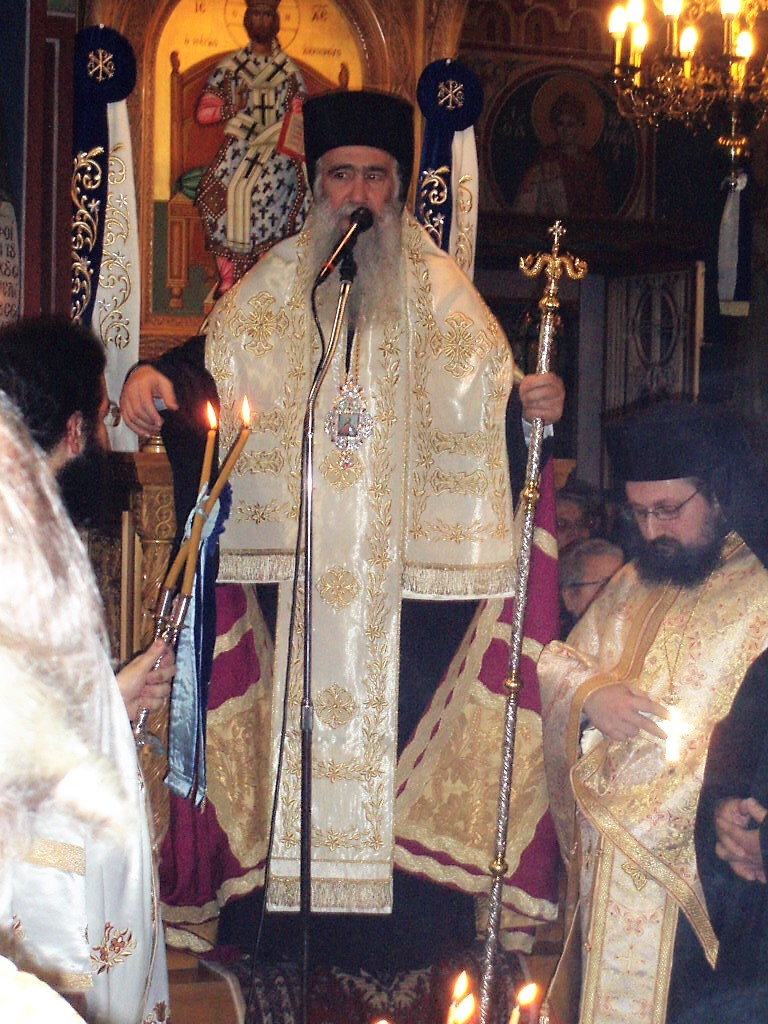
Estola usada por los sacerdotes y los obispos de la Iglesia ortodoxa y las Iglesias orientales católicas como símbolo propio e inherente de su sacerdocio.

El sacerdote usa el epitrachelion siempre actúe como tal, tanto en la eucaristía como en otros servicios, como las vísperas o los maitines. El presbítero usa el epitrachelion sobre el sticharion y debajo del phelonion.
Siempre que el sacerdote, como ministro de Dios, preside una oración pública, debe estar revestido de ella, pues se le considera elemento consagrado. Simeón de Tesalónica afirma que

«la estola es de tal modo necesaria al sacerdote en la celebración o presidencia de los oficios litúrgicos que, en caso de no hallar una a mano, debe bendecir de inmediato un trozo de tela o inclusive una cuerda y ponérsela a modo de epitrakhelion.»

Cuando el obispo es plenamente ordenado viste una epitrachelion sobre la sticharion y debajo, la sakkos y el Omoforio.

## Historia
Su origen hay que buscarlo en el orarion o sudario, especie de pañuelo destinado a enjugar el sudor, y que en el siglo IV constituía una señal de dignidad para ciertos dignatarios del Imperio bizantino. Desde fines del mismo siglo, el concilio de Laodicea reservó su uso únicamente para los clérigos superiores.
La Iglesia Ortodoxa Siriana utiliza el llamado hamnikho (literalmente 'collar') y los armenios ortodoxos el urār de manera similar.